# Cerianthus vermicularis
Cerianthus vermicularis är en korallart som först beskrevs av Forbes in Johnston 1847.  Cerianthus vermicularis ingår i släktet Cerianthus och familjen Cerianthidae. Inga underarter finns listade i Catalogue of Life.